# Jadu
Jadu (en árabe: جادو, Jādū) es una ciudad bereber ubicada en el este de la cordillera del Yebel Nefusa en Libia. Jadu es una ciudad del distrito de Yefren en Libia.

## Historia
El antiguo Jadu constaba de cinco aldeas: Djadu, al-Gisr, Ushebari, Yudjlin y Temudjet. Jadu ya existía antes de la conquista musulmana del Magreb y era una estación en la carretera entre Trípoli, el Fezán y Sudán. 
Yefren no se menciona hasta el siglo VIII. En ese momento era el centro del poder político ibadita en el Yebel Nefusa. Abu Mansur Ilyas, un gobernador designado por el imán Rostomita de Tahert, tuvo su sede allí y luego el imán Abu Yahya Zakariyya al-Irdjani. La población en Jadu era numerosa con mezquitas, mercados y una considerable población judía y negra del Imperio Kanem-Bornu. 
Tras la caída del imanato de Tahert, se mencionan hakims (jefes locales) de Jadu (segunda mitad del siglo X) junto a otros hakims del Yebel Nefusa (e incluso algunos hakims de la tribu de los Banu Zemmur). El primer hakim fue Abu Muhammad al-Darfi, a quien sucedió su hijo Abu Yahya Yusuf, que vivió alrededor del año 1.000, los hakims todavía existían en el siglo XI. Posteriormente, la ciudad y la región perdieron su anterior importancia. 

### Segunda Guerra Mundial
Durante la Segunda Guerra Mundial, en Jadu había un campo de concentración fascista italiano llamado Giado. En 1942, unos 2.600 judíos fueron detenidos en Libia y enviados al campo de Giado, donde 564 personas murieron de tifus y otras privaciones. El campo de concentración, fue liberado por los Aliados en enero de 1943.

### Guerra de Libia de 2011
Las Batallas de Nafusa fueron un conjunto de enfrentamientos armados llevados a cabo en la cordillera de Yebel Nefusa, en Libia, donde se encuentran las poblaciones cercanas de Nalut, Zintan, Jadu y Yefren, en el marco de la Guerra de Libia de 2011 se enfrentaron las tropas leales al líder libio Muamar el Gadafi y el Ejército de Liberación Nacional Libio.